# 조지 메이슨 대학교
조지메이슨대학교(George Mason University)는 미국 버지니아주 페어팩스 카운티에 본부를 둔 미국의 공립대학교이다. 1957년에 설립되었다.
이 대학교는 미국 헌법 제정 회의 대의원으로 헌법에 서명을 거부한 3명의 대의원 중 한 사람이며, 버지니아 권리 헌장을 초안한 조지 메이슨의 이름을 따서 명명되었다. 약어는 GMU이며, 본 캠퍼스는 워싱턴 D.C 교외의 버지니아주 페어팩스 카운티에 소재하지만, 같은 주 알링턴 등에도 여러 캠퍼스가 있는 버지니아주 최대의 주립 대학이다. 학교 색상은 진한 녹색과 황금색이다. 스포츠 팀의 애칭은 패트리엇츠(Patriots)이다. 2013년에는 외국교육기관으로 한국 교육부의 승인에 의해 인천경제자유구역 내 송도에 한국 캠퍼스가 설립되었으며, 경제학 및 경영학 (2014년), 국제학 (2015년) 프로그램이 개설되었다. 현재는 분쟁 분석 및 해결학과, 데이터과학과, 컴퓨터 게임 디자인학과 프로그램도 같이 운영되고 있다.

## 역사
원래 버지니아 대학의 분교로 1950년대에 설립되었지만, 1972년에 분리하여 독립적인 대학이되었다.
- 1957년 - 버지니아 대학의 북부 버지니아의 분교로 설치
- 1972년 - 버지니아 대학에서 분리하여 독립적인 대학이 명칭을 조지 매이슨 대학교로 한다.
- 1979년 - 법학부를 설치.
- 1982년 - 버지니아 알링턴 카운티 알링턴 캠퍼스를 개설.
- 1997년 - 버지니아 프린스 윌리엄 카운티에 프린스 윌리엄 캠퍼스를 개설.
- 2005년 - 아랍 에미리트 라스알카이마에 캠퍼스를 개설.
- 2009년 - 라스알카이마 캠퍼스를 폐쇄.
- 2014년 - 한국 조지메이슨대학교 개교 예정.

## 학부 및 캠퍼스
GMU는 13 학부로 구성되어 있으며, 주로 다음 두 개의 캠퍼스로 구성되어 있다.

### 페어팩스 캠퍼스
워싱턴 메트로 오렌지 라인 종점인 Vienna / Fairfax-GMU 역에서 버스로 20분 정도의 교외에 위치한 광대한 본 캠퍼스이다. 학생의 무료 커뮤니티 버스가 운행되고 있다. 주로 다음과 같은 학부가 속한다.
- College of Science[깨진 링크(과거 내용 찾기)]
- The Volgenau School of Engineering
- New Century College-(NCC)
- Krasnow Institute for Advanced Study 보관됨 2013-06-30 - 웨이백 머신
- Honors College

### 알링턴 캠퍼스

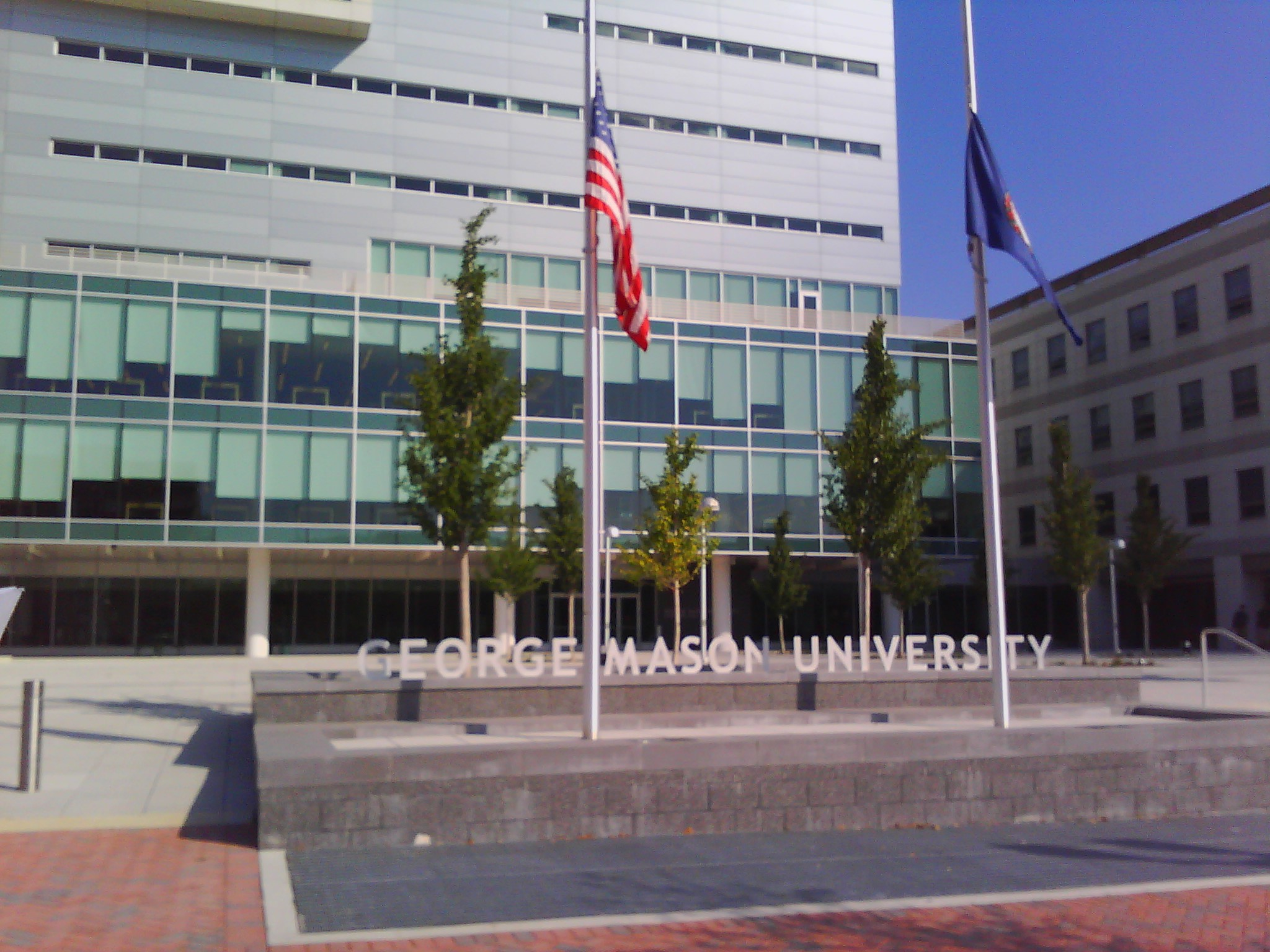
School of Public Policy 등이 소속된 알링턴 캠퍼스 퍼운더스홀（2011년 개교)

알링턴 캠퍼스（지도)는 워싱턴 메트로 오렌지 라인을 따라 Virginia Square-GMU 역에서 도보로 3분 정도로 DC 중심부에서 접근성이 좋은 캠퍼스이다. 다음의 학부가 위치해 있다.
- 법학부
- 공공정책 학부
- 경영학부
- 교육과 인간 개발 대학
- 보건과 인간 과학 대학
- 인문 사회 대학
- College of Visual and Performing Arts
- The School for Conflict Analysis and Resolution

### 송도 캠퍼스
송도 캠퍼스는 대한민국 인천광역시 연수구 인천글로벌캠퍼스내에 위치해 있다.

## 학교 동문

### 저명한 동문
- 타일러 코웬 (조지 메이슨 대학 경제학 교수)

## 저명한 교수
- 제임스 M. 뷰캐넌 교수 (노벨 경제학상 수상자)
- 버넌 스미스 교수 (노벨 경제학상 수상자)
- 줄리 오웬 교수 (리더쉽 전공 메릴랜드 석사과정 졸업)

## 같이 보기
- 노던 버지니아 커뮤니티 칼리지